# Alphensebrug
De Alphensebrug, ook wel gespeld als Alphense Brug, is een ophaalbrug voor voetgangers en fietsers die ook gebruikt wordt door lijnbussen, hulpdiensten en ander uitzonderlijk verkeer in de Pieter Doelmanstraat te Alphen aan den Rijn. De huidige brug is in 1955 in gebruik genomen en wordt bediend vanuit Brugbedieningscentrum Steekterpoort.
Het is een van de bruggen die in Alphen aan den Rijn de Oude Rijn (Vaarwegklasse CEMT IV) overspannen. De andere zijn de Steekterbrug, Swaenswijkbrug, Koningin Julianabrug, Dr. Albert Schweitzerbrug en de Koningin Máximabrug.

## Geschiedenis
Er zou vanaf het jaar 700 een brug gelegen hebben over de Oude Rijn ter hoogte van het latere Alphense centrum. Deze werd meerdere malen herbouwd en aangepast aan de behoeftes van scheepvaart en wegverkeer. Zo was het ooit een enkele houten ophaalbrug en een dubbele ophaalbrug. De huidige overspanning is een elektrisch aangedreven enkele ophaalbrug uit de jaren 1950.

### Autovrij
Door metaalmoeheid brak rond 1990 een van de hefarmen van het brugdek. Hierna werd de brug en een deel van het Alphense centrum autovrij gemaakt. De brug bleef wel passeerbaar voor lijnbussen en hulpdiensten.

## Brugopeningen
Vanwege de lage doorvaarthoogte, en omdat de brug een vaak drukke scheepvaartroute overspant, zijn er tijdens het recreatieseizoen van april t/m oktober meer brugopeningen of ruimere bedientijden.

## Afbeeldingen

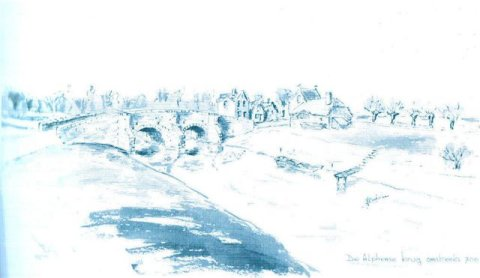
Alphensebrug zoals hij er rond het jaar 700 uitgezien kan hebben
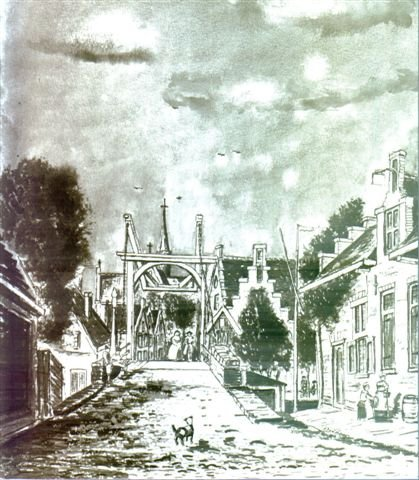
De brug rond 1740
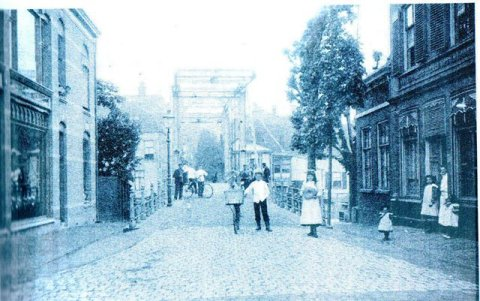
De brug omstreeks 1910
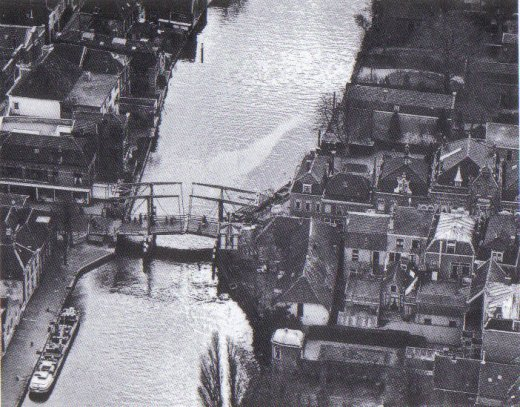
De dubbele klapbrug in 1910
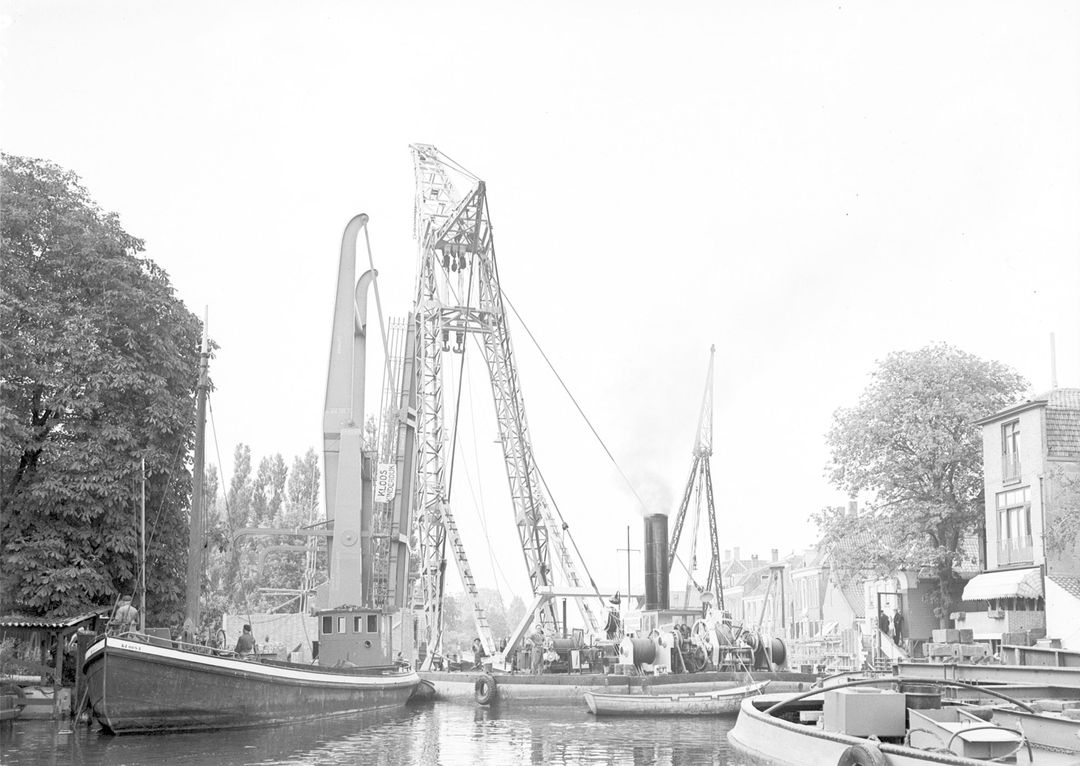
Bouw huidige brug in de jaren 1950
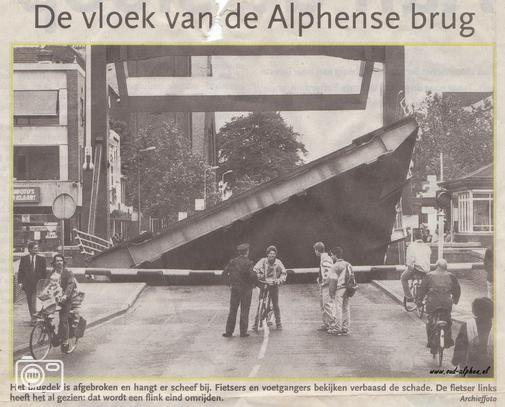
Brugdek afgebroken rond 1990
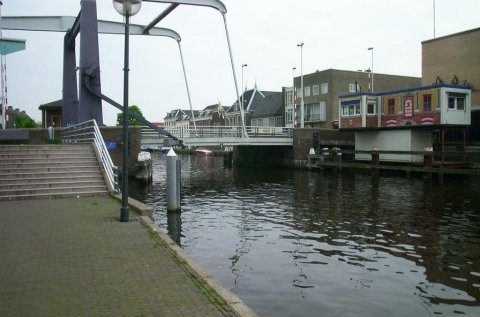
De Alphensebrug rond het jaar 2000
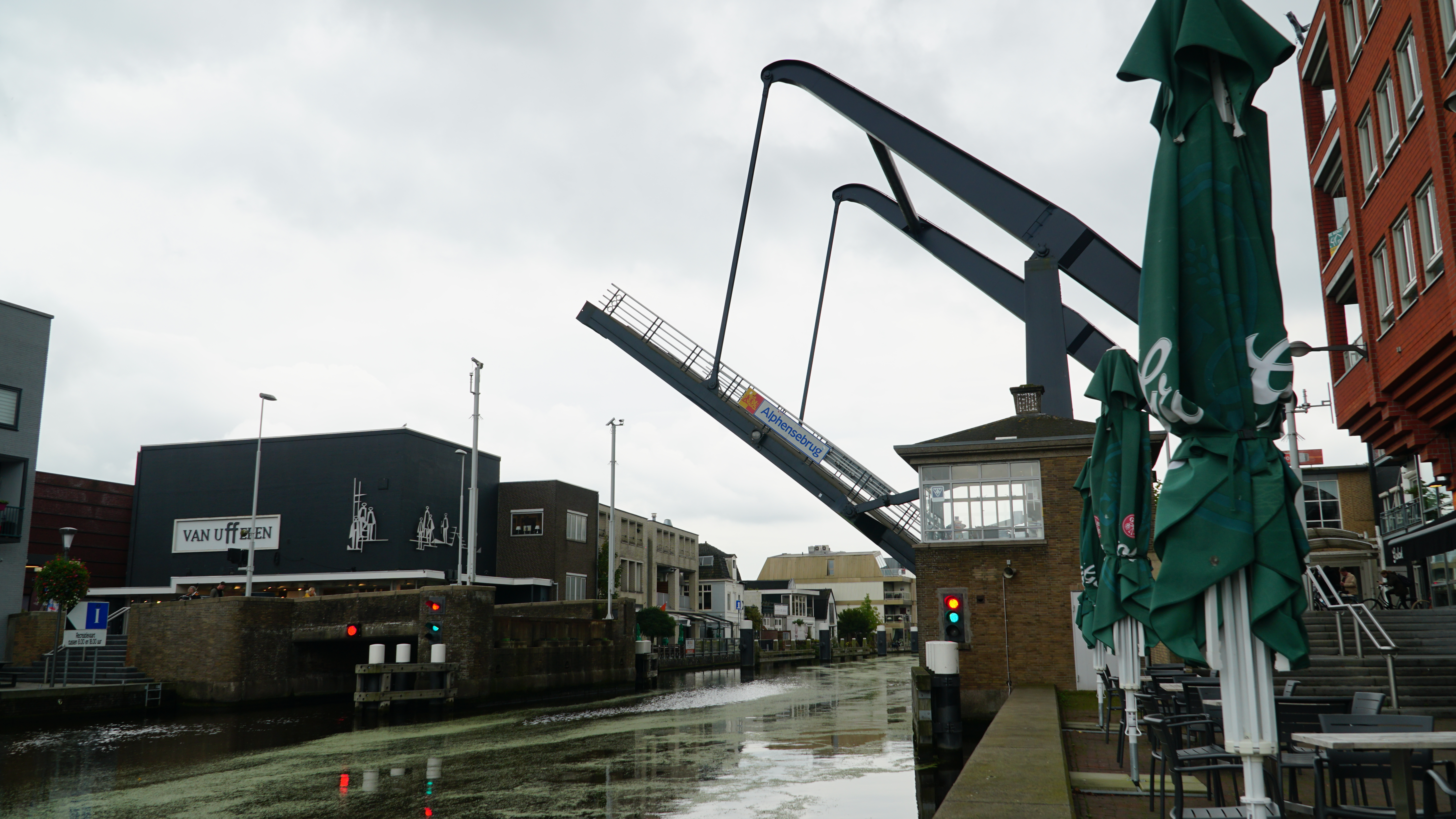
De brug met naambord